# اوشوتسه
اوشوتسه (به صربی: Uševce) یک منطقهٔ مسکونی در صربستان است که در ناحیه پچینیا واقع شده‌است. اوشوتسه ۱۸۴ نفر جمعیت دارد.